# Réti Antal
Réti Antal ny.alezredes (Budapest, 1922. augusztus 18. – 2000. július 3.) magyar okleveles gépészmérnök, 1975-ig a Magyar Repülő Szövetség (MRSZ) elnöke, a Magyar Honvédelmi Szövetség (MHSZ) főtitkár-helyettese.

## Életpálya
A Felsőipari Iskola elvégzése után 1941-ben behívták katonának, karpaszományos zászlósként szolgált. 1945-ben hadifogságba esett, 1947-ben tért haza.
A Ganz–MÁVAG-ban helyezkedett el, itt ismerte meg Galambos Erzsébetet, akivel 1948. március 20-án házasságot kötöttek. Három fiú gyermekük született, Sándor, István és László.
1950-ben kezdte meg munkásságát az OMRE-nél (Országos Magyar Repülő Egyesület). Innen került az MHSZ jogelődjéhez, ahol kezdetben - a Műszaki Egyetem egyidejű elvégzésével - műszaki osztályvezetőként, majd 1957-től a Magyar Honvédelmi Sportszövetség országos elnökének helyetteseként dolgozott. 1967-ben a szövetség átszervezésekor at MHSZ főtitkár-helyettesévé nevezték ki. Munkája mellett a Magyar Repülő Szövetség elnöki tisztét is ellátta. Részt vett a Nemzetközi Repülő Szövetség (FAI) munkájában, amelynek közel tíz éven keresztül alelnöke volt. 
1975-ben megromlott egészségi állapota miatt nyugdíjba vonult. Számos állami, katonai és társadalmi kitüntetés tulajdonosa.

## Sportegyesületei
- Országos Magyar Repülő Egyesület (OMRE)

## Írásai
Társszerzője a
- Modellezés 1962. január-december – 1962, Ifjúsági Lapkiadó Vállalat, Budapest,
- Modellezés 1963. január-december – 1963, Ifjúsági Lapkiadó Vállalat, Budapest,
- Modellezés 1965. január-december – 1965, Ifjúsági Lapkiadó Vállalat, Budapest,

## Szakmai sikerek
- 13 kitüntetés részese, közöttük
  - a Munkás-paraszt Hatalomért emlékérem,
  - a Munka Érdemrend arany fokozata,
  - a Népi Repülésért Érem
- Nemzetközi Repülőszövetség (franciául: Fédération Aéronautique Internationale) (FAI) 28. magyarként, az 1971-ben megtartott kongresszusán Paul Tissandier diplomát adományozott részére.
- a FAI bronzérmének tulajdonosa,